# 페츠발 상면만곡

상면만곡

페츠발 상면만곡(Petzval field curvature) 또는 단순히 상면만곡은 요세프 페츠발이 정확히 기술한 광학 수차이다.
상면만곡은 평면 피사체를 평면적인 상으로 초점을 맞추지 못하는 렌즈의 결함 현상이다. 피사체의 중심이 선명하게 초점이 맞으면 주변이 초점이 맞지 않는다. 반대로 주변을 선명하게 초점을 맞추면 중심이 흐려져 보인다. 수평과 수직선으로 이루어진 상의 평면은 평평한 면이 아니라 렌즈의 표면과 같이 굽어져 있다. 두 평면이 떨어져 있으면 실질적인 영향을 주는 상면은 이들 사이에 놓여 있고 이 면 또한 보통은 굽어져 있다. 이러한 굴곡을 상면 만곡이라 한다. 비점수차처럼 상면만곡도 초점심도를 늘리기 위해 렌즈의 조리개를 닫으면 흡수 가능하다.